# 丁丙諾啡
丁丙諾啡（buprenorphine）是一種用以治療阿片類物質成癮與急、慢性疼痛的藥物，市面上以「速百騰」（subutex）等名稱販售。此藥可藉由口腔黏膜吸收、液體注射或拿膠布沾濕後貼於皮膚等方式施用。如是作為治療鴉片成癮時，建議需有護理人員在旁，而若療程較長時，則通常會建議加入納洛酮（naloxone，一種鴉片受體拮抗劑），組合為配方後使用。一般而言，患者在施用本藥後的1小時內即可感到最大程度疼痛緩解的效果，並可持續達24小時。
此藥的副作用包括引發換氣不足（呼吸減緩）、嗜睡、腎上腺功能不全、長QT綜合症（一種心臟病）、低血壓、過敏及鴉片類物質成癮等。而若用藥者有癲癇發作的病史，則亦有引發更嚴重癲癇的風險；不過通常而言，停用本藥後僅會出現輕微的戒斷症狀。目前此藥對孕婦的安全性尚不清楚，且不建議在餵母乳期間使用。此藥的藥理機制為以各種方式影響不同種類的鴉片受體，依據受體的不同，此藥可以作為激動劑、部分激動劑或是受體拮抗劑。
美國在1981年通過將丁丙諾啡列為藥物，2012年時，全美開出了930萬筆處方籤。也有人將此藥用作娛樂用途，為求欣快感而採用注射或從鼻腔吸入，也有些人將它當作海洛因的替代品。丁丙諾啡在美國是列為Schedule III的管制藥物。